# Tyranneau trompeur
Zimmerius improbus
Espèce
Synonymes
- Zimmerius vilissimus improbus
- Tyranniscus improbus[1],[2]

Statut de conservation UICN

 LC  : Préoccupation mineure
Le Tyranneau trompeur (Zimmerius improbus) est une espèce de passereaux de la famille des Tyrannidae,,.

## Systématique et distribution
Cet oiseau est représenté par deux sous-espèces selon la classification de référence du Congrès ornithologique international (version 9.1, 2019) :
- Zimmerius improbus tamae (Phelps & Phelps Jr, 1954) : sierra Nevada de Santa Marta (nord de la Colombie) et serranía de Perijá (sur la frontière entre la Colombie et le Venezuela) ;
- Zimmerius improbus improbus (Sclater, PL & Salvin, 1871) : Andes du nord de la Colombie (Norte de Santander) et du Venezuela[3],[4].

Il a été séparé du Tyranneau gobemoucheron (Zimmerius vilissimus), et considéré par le COI comme une espèce à part, après les travaux de Ridgely & Tudor (1994), de Hilty (2003), de John W. Fitzpatrick (2004) et de Frank E. Rheindt et al. (2013), modification reprise par la suite par le Congrès ornithologique international. Malgré tout, certaines sources considèrent encore cette espèce comme une sous-espèces de Zimmerius vilissimus sous le nom de Zimmerius vilissimus improbus,,.
Une troisième sous-espèce, Zimmerius improbus petersi, est considérée comme une espèce à part entière, sous le nom de Tyranneau de Berlepsch (Zimmerius petersi) depuis les travaux de Rheindt et al.. Certaines bases de données le considèrent malgré tout encore comme une sous-espèce de Zimmerius improbus.